# Якури-дзи
Якури-дзи (яп. 八栗寺) — буддийский храм в городе Такамацу, Япония. Расположен на горе Гокен (Якури). Относится к школе сингон, является частью паломничества 88 храмов Сикоку.
Основателем храма считается Кукай. Первоначально храм назывался Якуни-дэра (яп. 八国寺). По легенде, перед отправлением в Китай Кукай закопал здесь восемь каштанов, а по возвращении в 806 году он увидел, что из них выросло восемь мощных деревьев. Тогда храм переименовали в Якури (кури — каштан). Храм приобрёл нынешний вид в XVII — начале XVIII века.
К храму ведёт линия фуникулёра Якури.

## Галерея

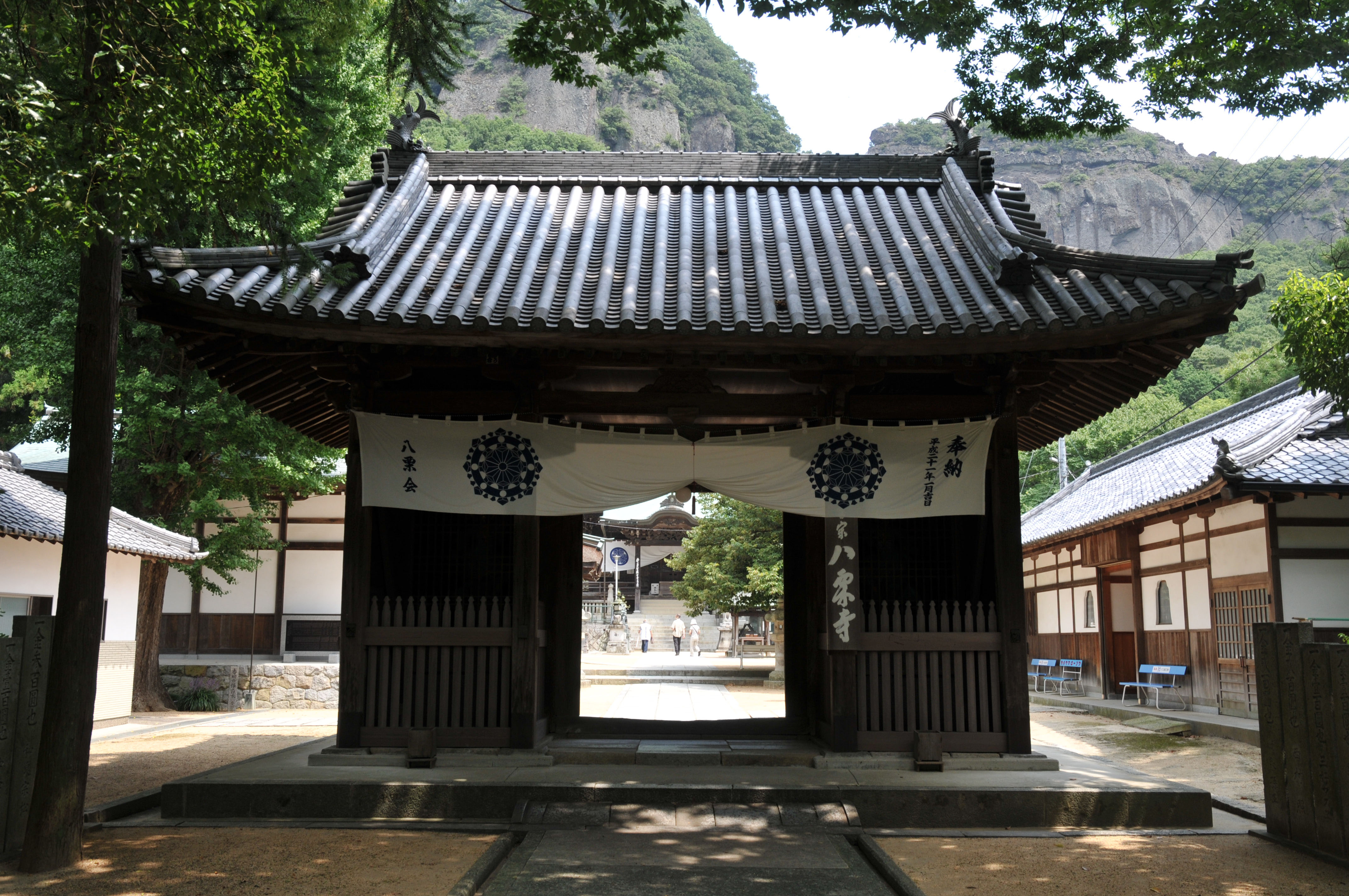
Ворота храма
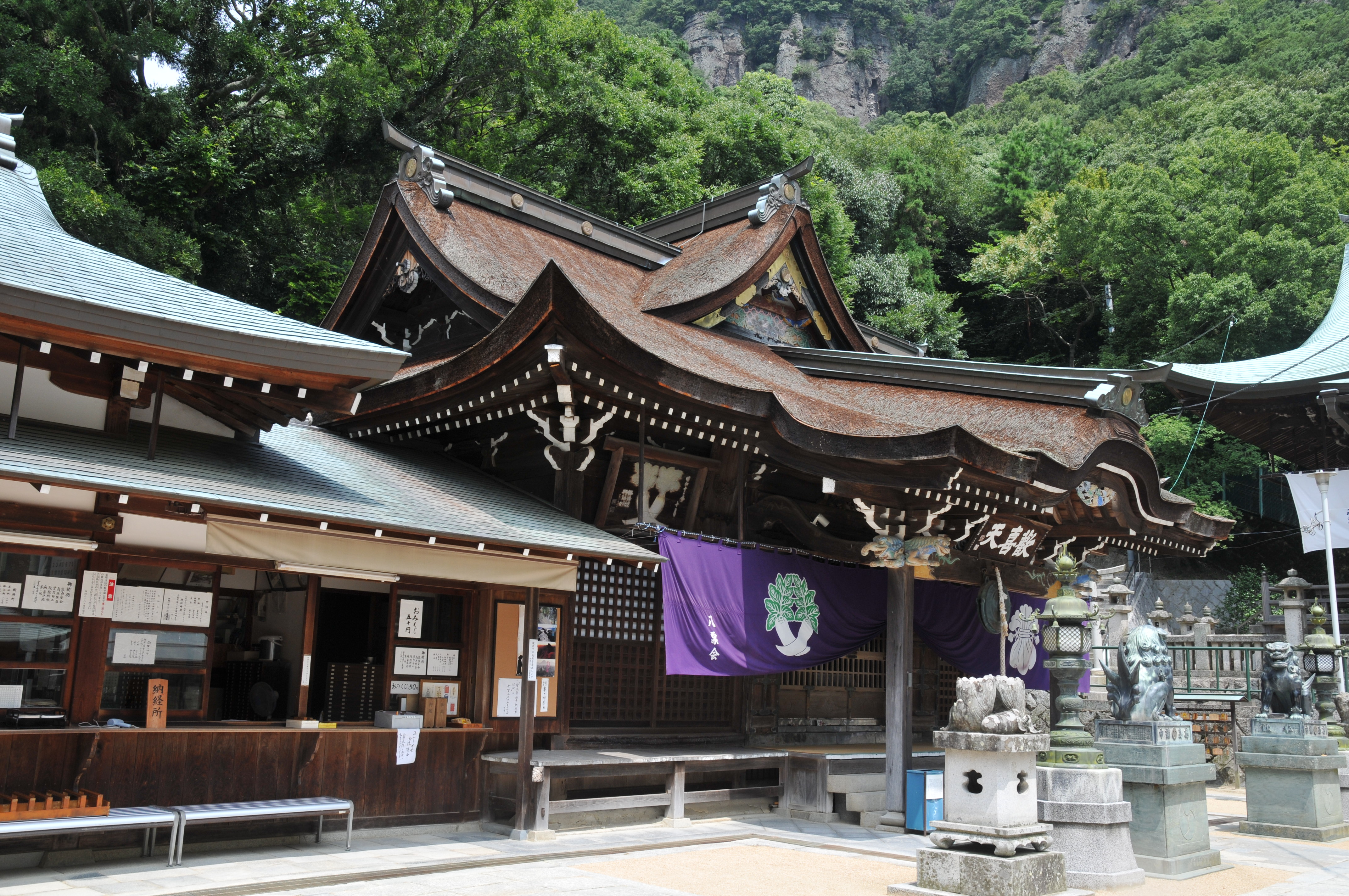
Сётэн-до
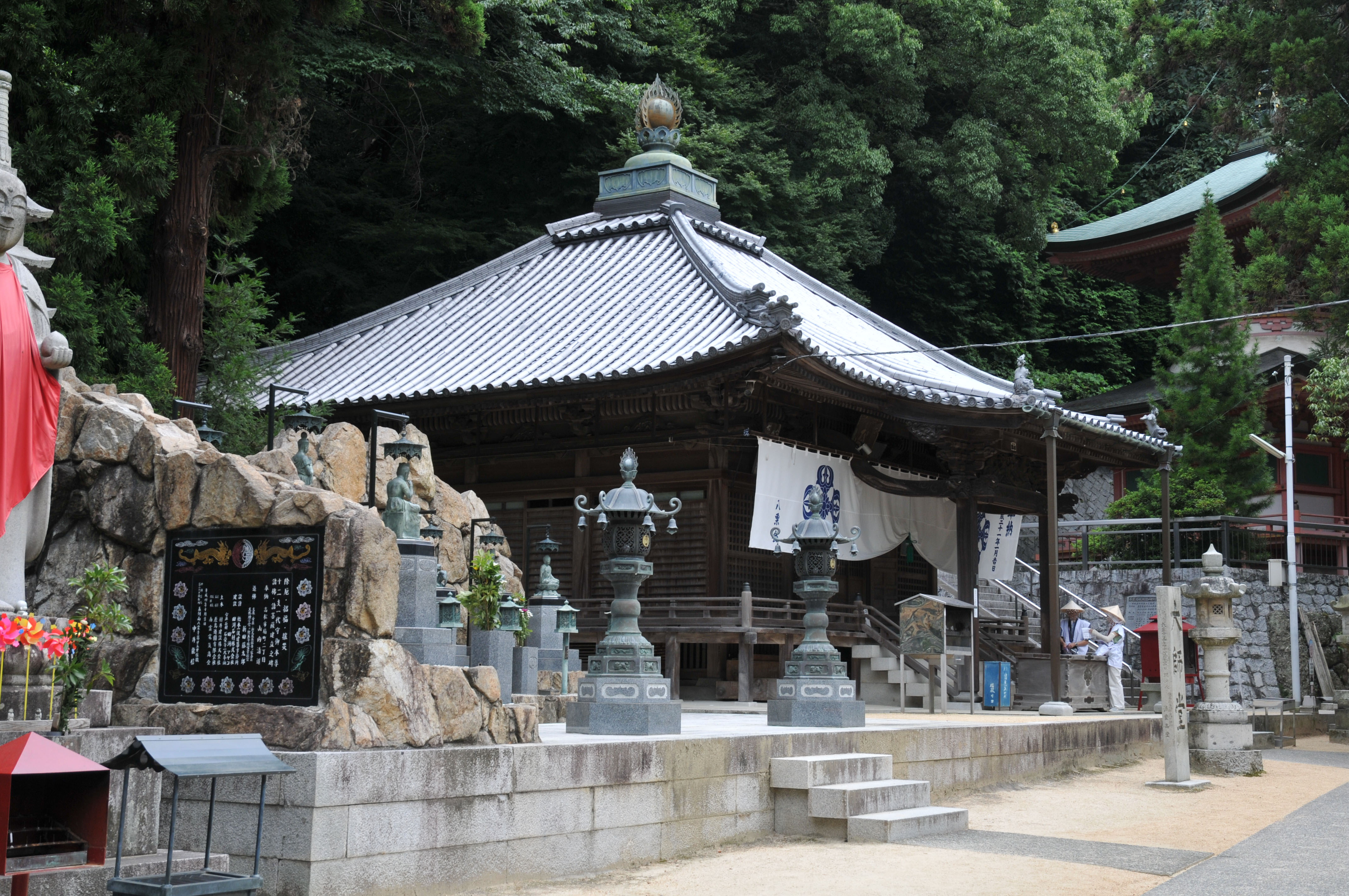
Дайси-до